# Paterna del Río
Paterna del Río est une commune de la province d'Almería, Andalousie, en Espagne.

## Géographie

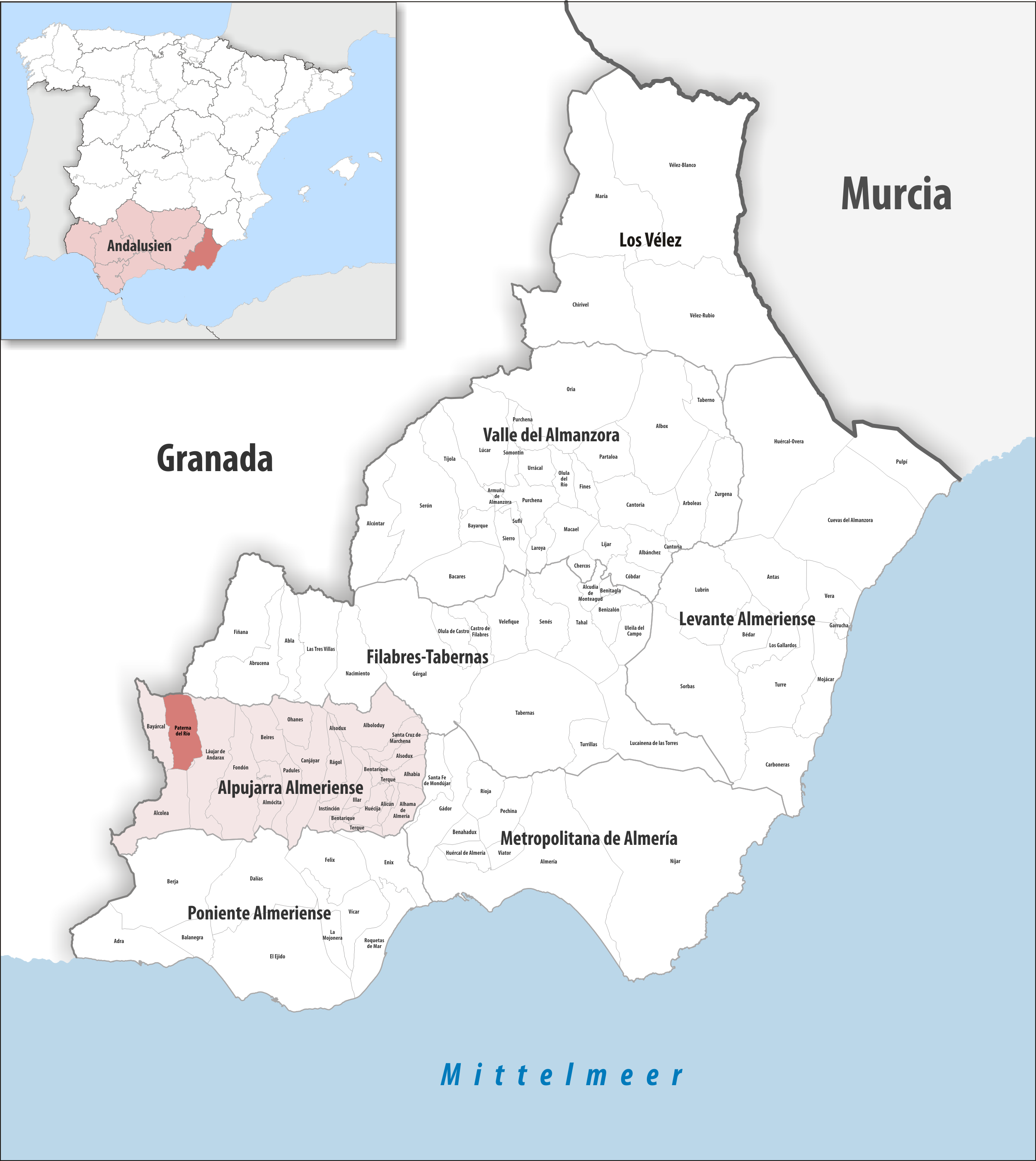
Paterna del Río dans la comarque Alpujarra almeriense, province d'Almería / en Andalousie

### Localisation
La commune de Paterna del Río se trouve au sud-sud-est de l'Espagne, dans le sud de la province d'Almería et vers le centre-ouest de la comarque Alpujarra almeriense dont elle touche les limites nord et sud.
Almería est à 75 km est-sud-est ;
Madrid à 491 km nord ;
Malaga à 197 km ouest ;
Gibraltar à 334 km ouest-sud-ouest (distances par route).
Laujar de Andarax fait partie de l'Alpujarra, petite région entre la sierra Nevada au nord et la mer Méditerranée au sud, limitée à l'ouest par la sierra de Lujar (es) et à l'est par la sierra de Gádor.

### Communes limitrophes
Paterna del Río jouxte au sud-est un petit territoire détaché de Fondón, qui est donc encadré à l'ouest par Paterna et à l'est par Laujar de Andarax.

### Généralités
Le tiers nord de la commune est inclus dans le parc national de la Sierra Nevada.
The only other village on the municipality is Guarros, sometimes also called Baños de Santiago.

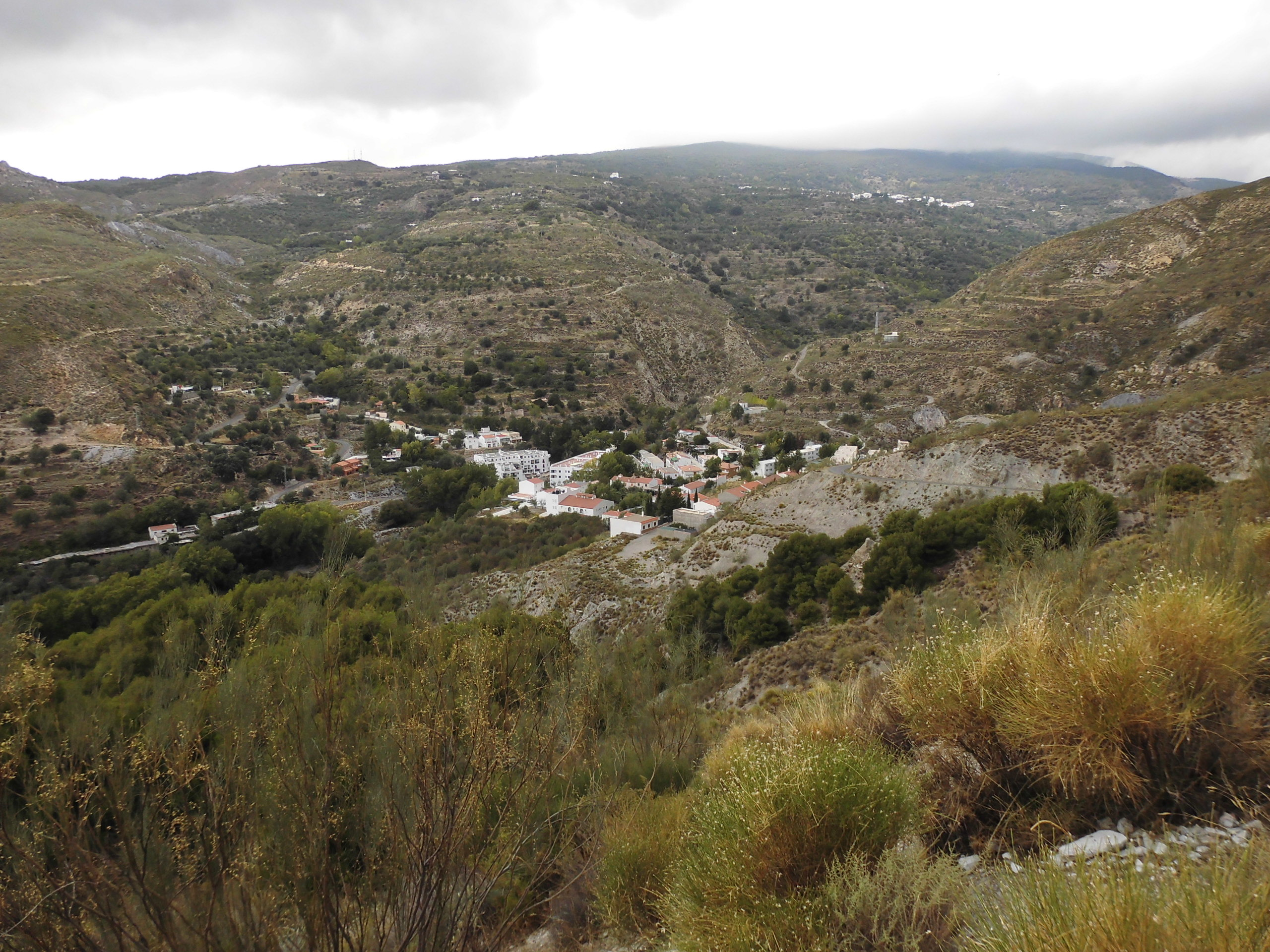
Guarros

## Administration
| Période                                  | Période | Identité | Étiquette | Qualité |
| ---------------------------------------- | ------- | -------- | --------- | ------- |
| N/A                                      | N/A     | N/A      | N/A       | Maire   |
| Les données manquantes sont à compléter. |         |          |           |         |